# Marcus Beresford, I conte di Tyrone
Marcus Beresford, I conte di Tyrone (16 luglio 1694 – Dublino, 4 aprile 1763), è stato un politico irlandese.

## Biografia
Era l'unico figlio di Sir Tristram Beresford, III Baronetto, e di sua moglie, Lady Rossella Sophia Hamilton, figlia di Hugh Hamilton, I barone di Hamilton Glenawly. Suo padre morì nel 1701, trovandosi così a ereditare la baronia all'età di 7 anni.

## Carriera
Nel 1715, entrò nella Camera dei Comuni irlandese, Coleraine fino al 1720, quando fu elevato a Pari d'Irlanda con i titoli di barone Beresford, di Beresford, nella contea di Cavan, e visconte Tyrone da re Giorgio I di Gran Bretagna. Nel 1736, divenne Gran Maestro della Gran Loggia d'Irlanda, che servì per i due anni successivi. Nel 1746 fu creato conte di Tyrone.

## Matrimonio
Il 18 luglio 1717 sposò Lady Catherine Power, baronessa la Poer, unica figlia di James Power, III conte di Tyrone. Ebbero nove figli:
- Lady Anne Beresford (?-12 maggio 1770), sposò, il 16 agosto 1738, William Annesley, I visconte Glerawly, ebbero tre figli;
- Lady Jane Beresford (?-1792), sposò, il 10 agosto 1743, Edward Cary, non ebbero figli;
- Lady Catharine Beresford  (?-28 marzo 1763), sposò in prime nozze, l'8 dicembre 1748, Thomas Christmas, sposò in seconde nozze, il 29 marzo 1754, Theophilus Jones, non ebbe figli da entrambi i matrimoni;
- Lady Frances Mary Beresford (?-1815), sposò, il 13 aprile 1762, Henry Flood, non ebbero figli;
- Lady Eliza Beresford, sposò, nel 1751, il colonnello Thomas Cobbe, ebbero tre figli;
- Lady Aramintha Beresford, sposò George Paul Monck, ebbero due figli;
- George Beresford, I marchese di Waterford (8 gennaio 1735-3 dicembre 1800)
- Lord John Beresford (14 marzo 1737/38-5 novembre 1805), sposò in prime nozze, il 12 novembre 1760, Anne Constan de Ligondes, ebbero sette figli, sposò in seconde nozze, il 4 giugno 1774, Barbara Montgomery, ebbero tre figli;
- William Beresford, I barone Decies (16 aprile 1743-6 settembre 1819); ebbe discendenza.

## Morte
Morì a Tyrone House, il 4 aprile 1763.